# Fincas de Invierno de Edison y Ford
Las Fincas de Invierno de Edison y Ford (en inglés: Edison and Ford Winter Estates) es un jardín botánico y arboreto de 17 acres (6.9 hectáreas) de extensión, que está situado en las fincas de invierno contiguas de Thomas Alva Edison y Henry Ford junto al río Caloosahatchee en el suroeste de Florida, Estados Unidos. Se ubica en el 2350 McGregor Boulevard, en Fort Myers, Florida. Está abierto a diario desde las 9:00 a las 5:30 p. m., incluyendo los domingos.

## Historia
El lugar presente data de 1885, cuando Edison visitó la Florida por primera vez y compró la finca para construir un hogar de vacaciones. Su hogar, terminado en 1887 y denominado "Seminole Lodge", le sirvió como un retiro de invierno y lugar de relajación hasta la muerte de Edison en 1931. El buen amigo de Edison, Henry Ford, compró la finca colindante "The Mangoes" en 1916 a su anterior propietario de Robert Smith de Nueva York. La casa de Ford de planta baja era de estilo del artesano fue construida en 1911 por Smith. En 1947, la señora Mina Edison traspasó la finca a la ciudad de "Fort Myers" en memoria de su marido para el disfrute del público en general. Fue abierta para las visitas públicas en 1950. Antes de 1988, la finca de invierno adyacente de Henry Ford fue comprada y abierta para las visitas públicas en 1990.
En el 2003, la administración del sitio fue transferida de la ciudad a una nueva corporación no lucrativa, "Thomas Edison & Henry Ford Winter Estates, Inc." (dba Edison & Ford Winter Estates, Inc), la cual tiene por misión proteger, preservar y dedicar el sitio en su  crecimiento y su desarrollo futuros. La nueva corporación terminó con éxito un proyecto de restauración de $10 millones en 2006. Una rama separada de la fundación original, la « "Edison-Ford Winter Estates Foundation, Inc., " », Inc., fue creada para asistir al proyecto de restauración sin la función de gobierno, la programación o el desarrollo pero para asistir a la Junta de gobierno con la restauración inicial.   

## El Laboratorio del Caucho
Durante el periodo de 1914-1918 (Primera Guerra Mundial), Edison estaba preocupado por el notable incremento en el precio del caucho. Era consciente de que subiría el coste de producción y el transporte de este bien, en un cierto plazo, así que comenzó a trabajar con Harvey Firestone y con su ya buen amigo Henry Ford para apoyar su esfuerzo de investigación, en el sentido de  intentar encontrar una planta de cosecha que pudiera crecer rápidamente y, sobre todo, contener bastante látex. 
En 1927, los tres hombres contribuyeron con $25.000 cada uno y crearon al « "Edison Botanic Research Corporation " » en un intento por encontrar la solución a la crisis del caucho. En 1928, la localización final del "EBRC" fue construida y era el laboratorio predominante utilizado en esta corporación. Estaba en Fort Myers, Florida, en el cual el Sr. Edison haría la mayoría de su investigación y plantaciones de sus plantas y árboles exóticos, enviando cualesquiera de los resultados o muestras de residuos de caucho hasta West Orange (New Jersey), a su mayor "Thomas A. Edison Invention Factory". 
No fue hasta las fase final de la vida de Edison (alrededor de 1928) en que finalmente dedujeron que la planta, mala hierba,  la "vara de oro" (Solidago leavenworthii) era el mejor productor del látex. Mucho trabajo fue realizado durante meses con esta planta hasta llegar a esta conclusión. Desde la destilación de los productos químicos, hasta la vulcanización de los residuos húmedos producidos, cualquier cosa y todas fueron intentadas por Edison y sus trabajadores.
Aunque esfuerzos hercúleos fueran propuestos al EBRC (tanto  financieramentecomo trabajo de comprobación de los trabajadores), el proyecto falló en encontrar la solución que buscaban. La oficina y el laboratorio en "Fort Myers" cerró en 1934 y el laboratorio restante en "West Orange", quedó en actividad reducida en 1936. A pesar de los deseos de Edison, la investigación no pudo producir caucho procedente de una planta en bastante gran escala como para ser económicamente rentable.

## Colecciones
El jardín botánico de Edison contiene más de un millar de especies y variedades de plantas procedentes de todo el mundo, incluyendo árboles africanos de salsa y un Ficus benghalensis de 400 pies (120 m) regalado por Harvey Firestone en 1925. Este era originalmente un jardín experimental para buscar nuevos productos de aplicación industrial. Más tarde Mrs. Edison les dio a los jardines una orientación más estética con plantaciones de rosas, orquídeas y bromelias.

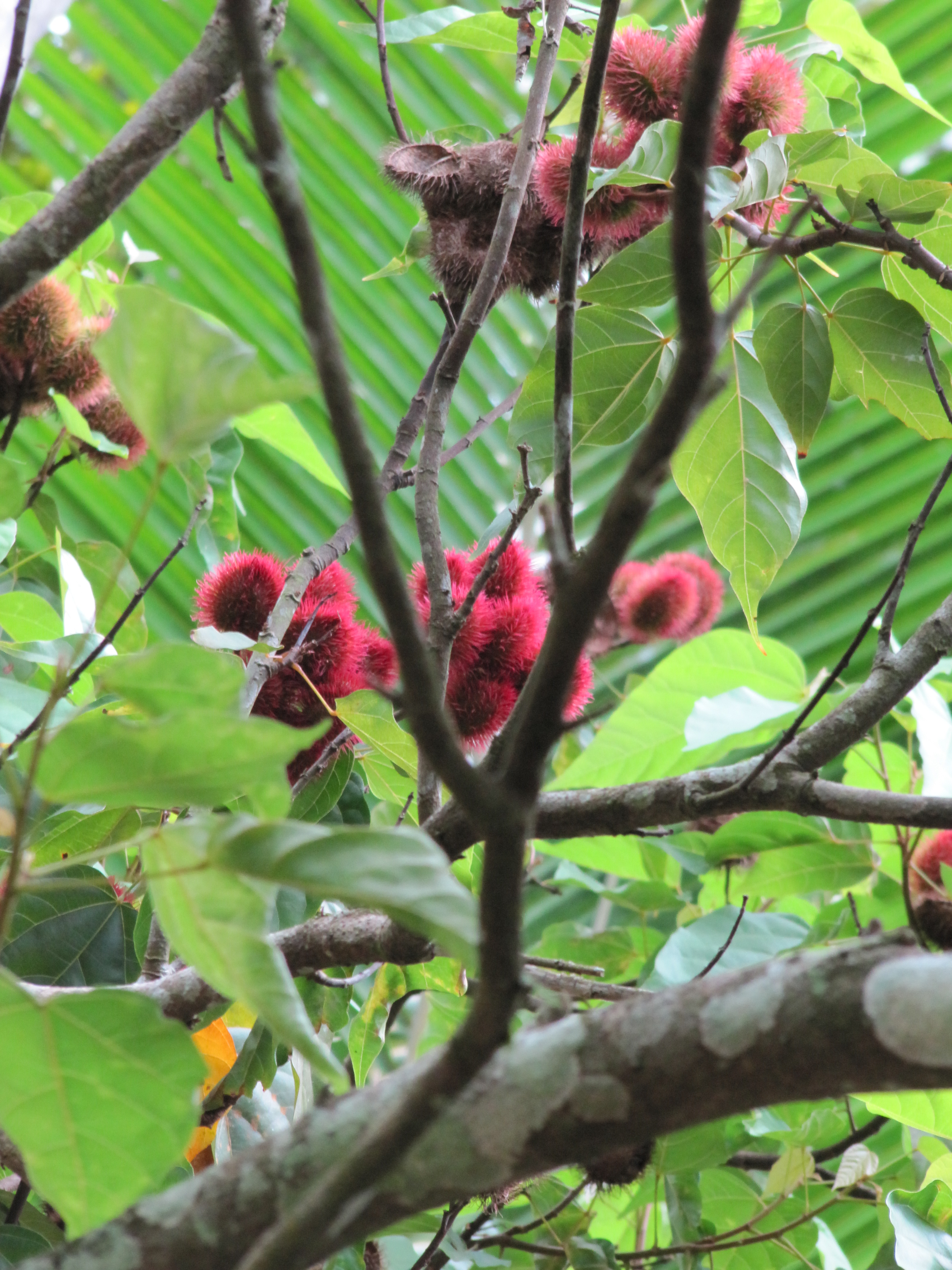
La planta de la barra de labios (Bixa orellana).

Actualmente las colecciones incluyen: Acalypha hispida, Arenga pinnata, Artocarpus heterophyllus, Billbergia spp., Blighia sapida, Bougainvillea glabra, Bougainvillea spectabilis, Calliandra haematocephala, Cananga odorata, Cattleya hybrid, Cattleya spp., Chorisia speciosa, Citrus spp., Clerodendrum speciosissimum, Cordyline terminalis, Cycad spp., Dendrobium, Dombeya spp., Epidendrum ciliare, Ficus auriculata, Ficus benghalensis, Ficus saussureana, Hibiscus schizopetalus, Holmskioldia sanguinea, Ibosa riparia, Ixora chinensis, Kigelia africana, Leea coccinea, Malvaviscus arboreus, Musa spp., Parmentiera cereifera, Plumbago auriculata, Solandra nitida, Spathoglottis plicata, Tabernaemontana corymbosa, Tecoma stans, Thunbergia erecta,  Tibouchina semidecandra, y cientos de especies más.

## Galería

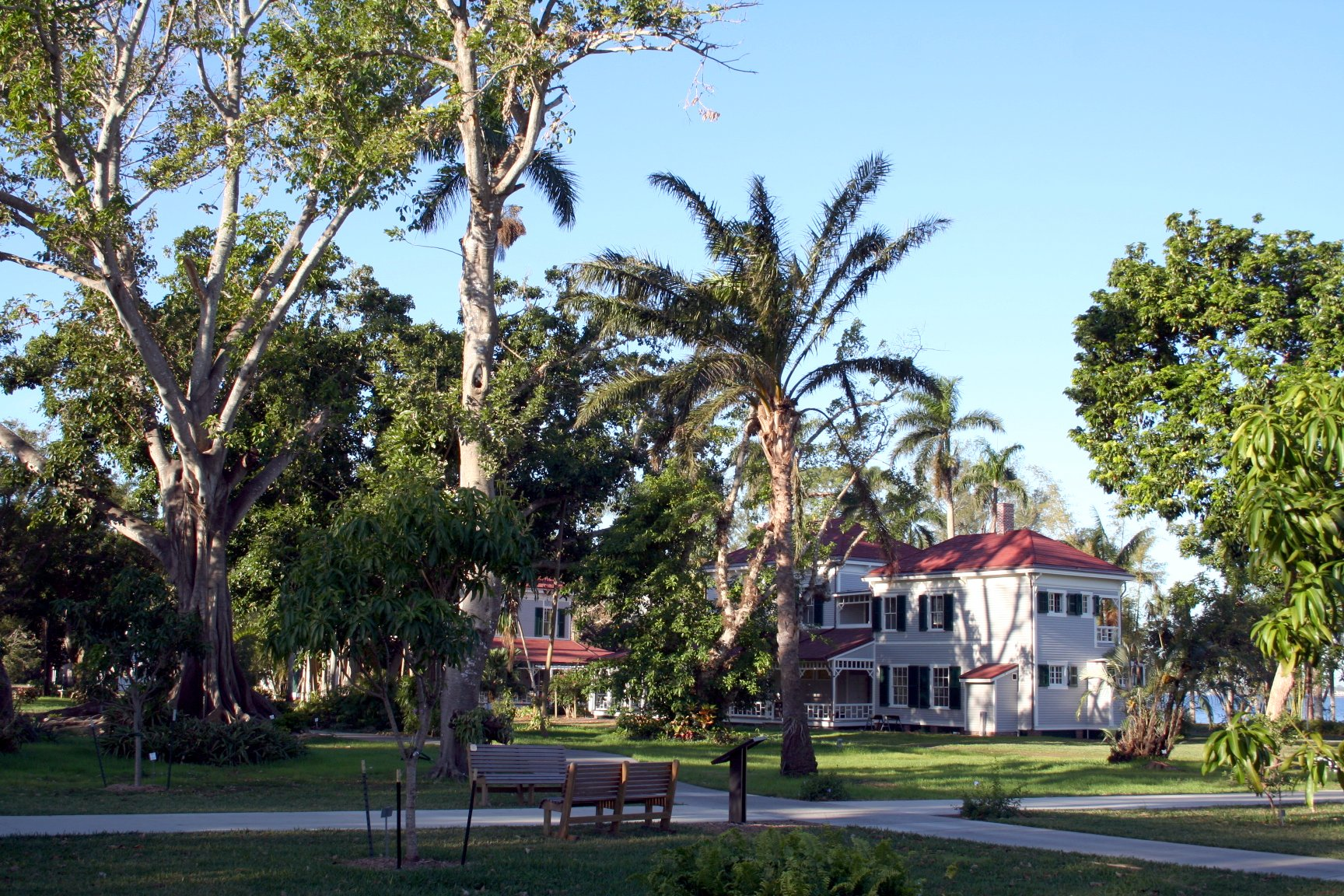
Vista de la finca de invierno de Edison desde la carretera.
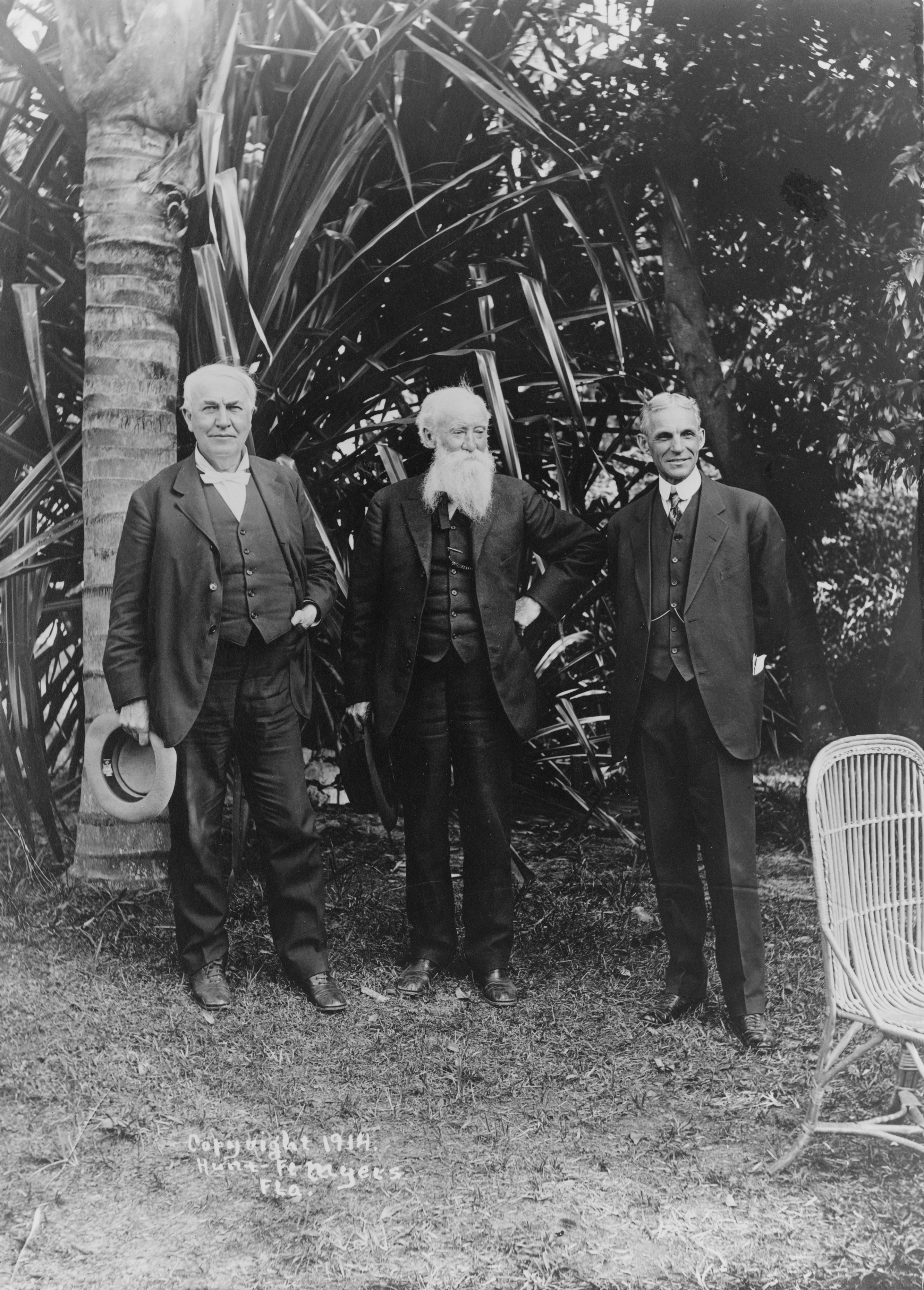
Edison, John Burroughs y Ford en la finca en 1914
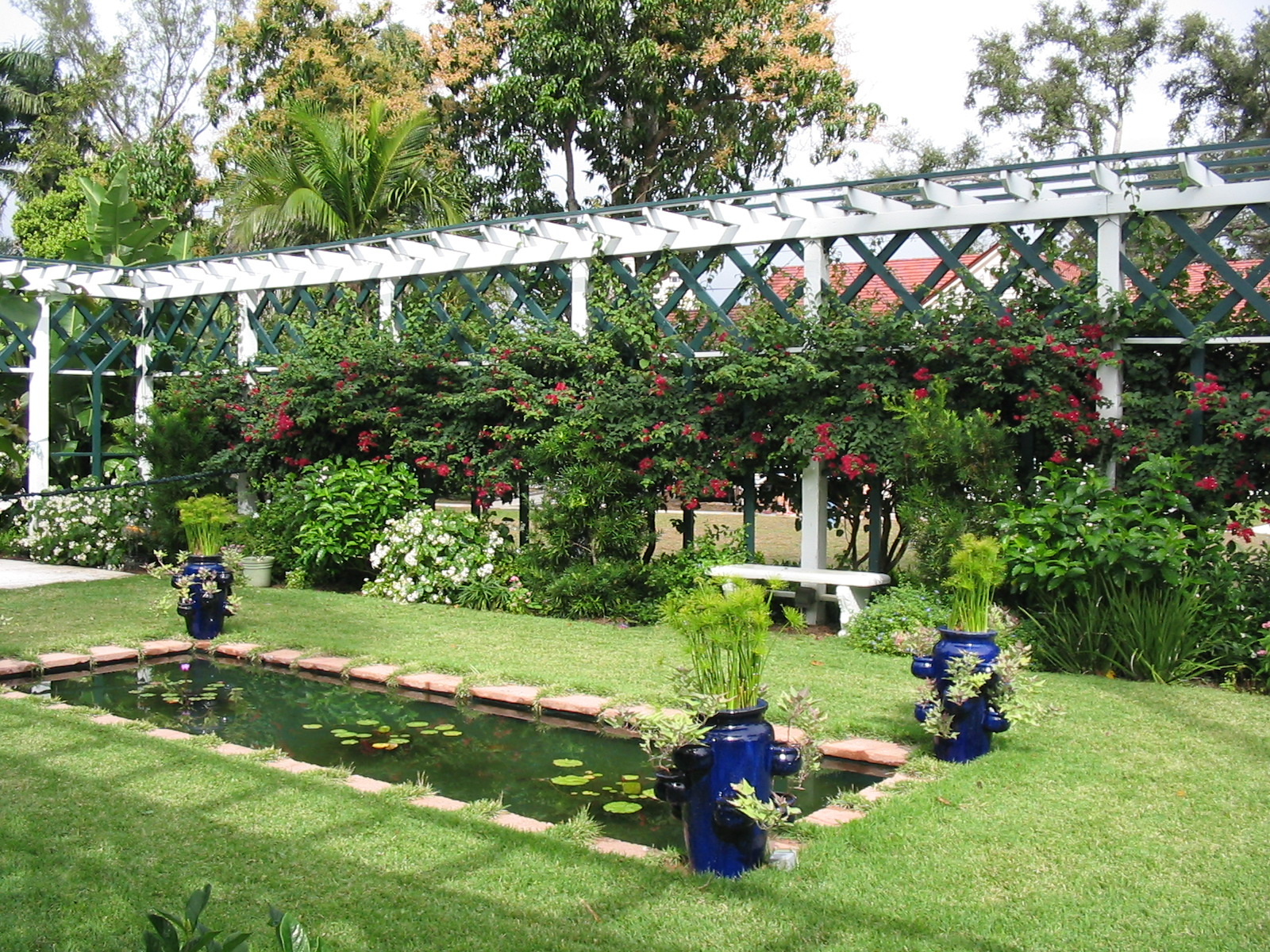
El jardín luz de luna de Mina Edison
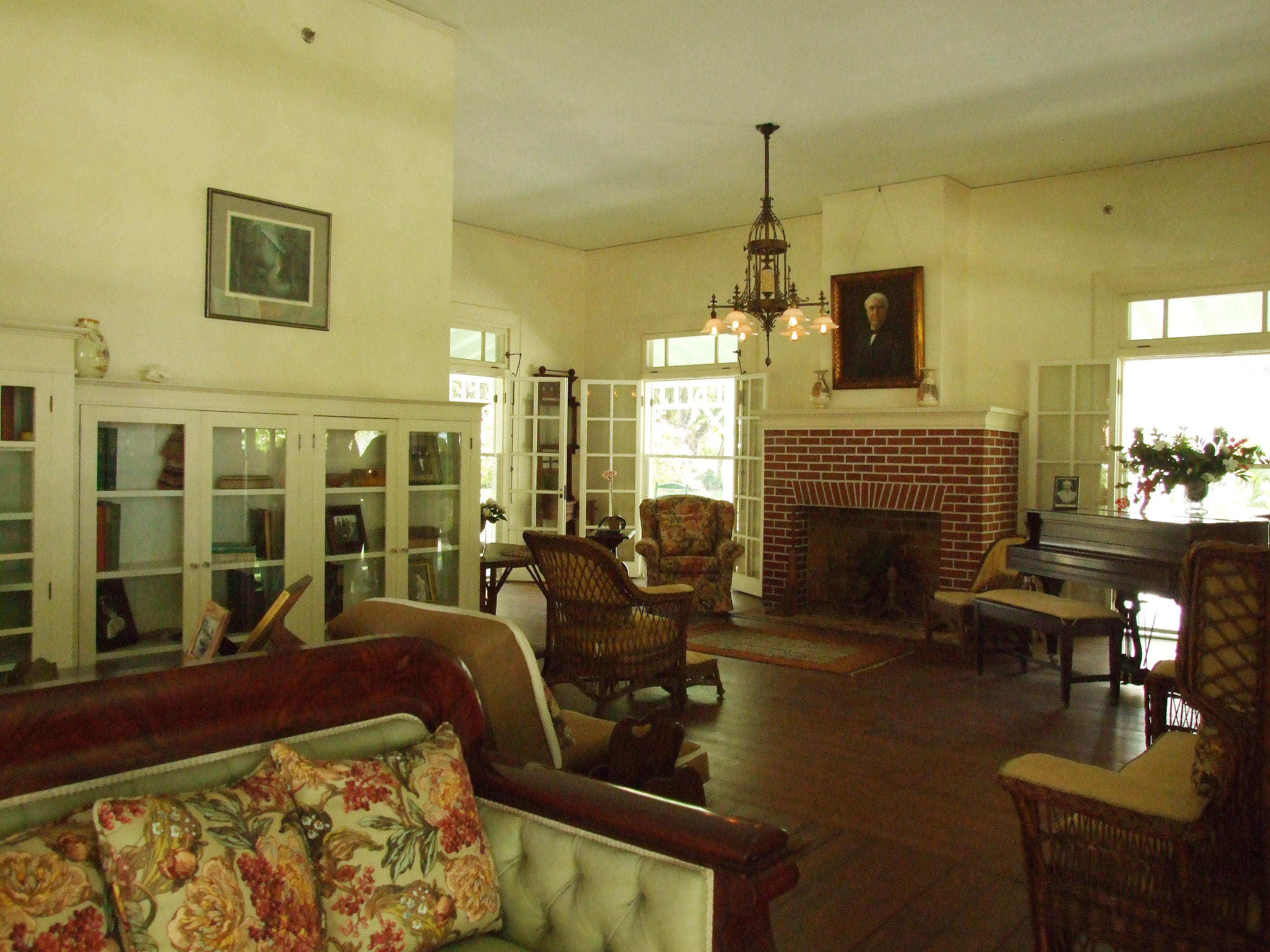
Interior de la casa
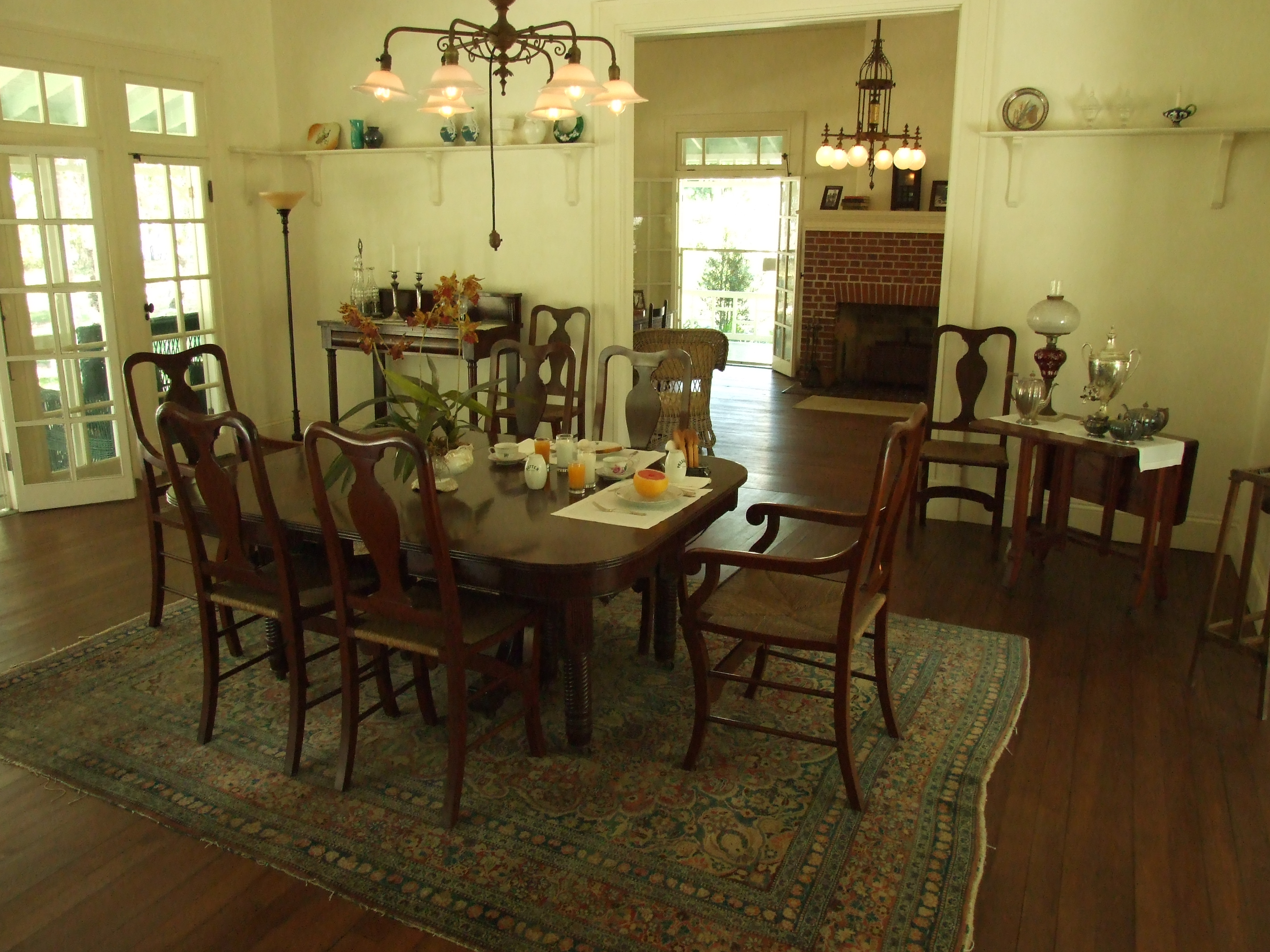
Interior de la casa